# روبرت دبليو. تومسون
روبرت دبليو. تومسون (بالإنجليزية: Robert W. Thomson)‏ هو عالم الأرمنية ‏ بريطاني، ولد في 24 مارس 1934 في لندن في المملكة المتحدة، وتوفي في 20 نوفمبر 2018.